# Dominikanerkloster Aachen

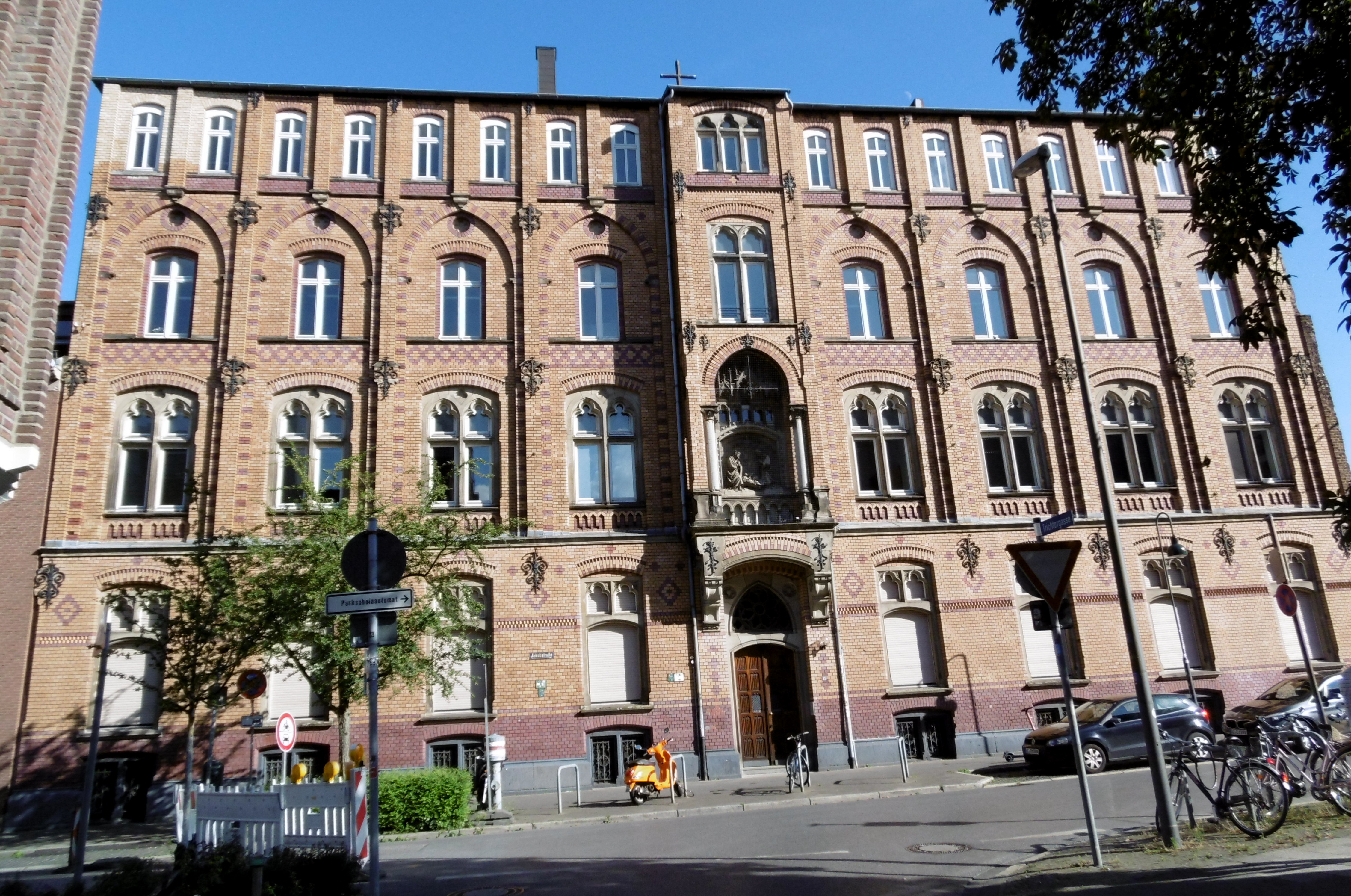
Ehemaliges Dominikanerkloster Aachen

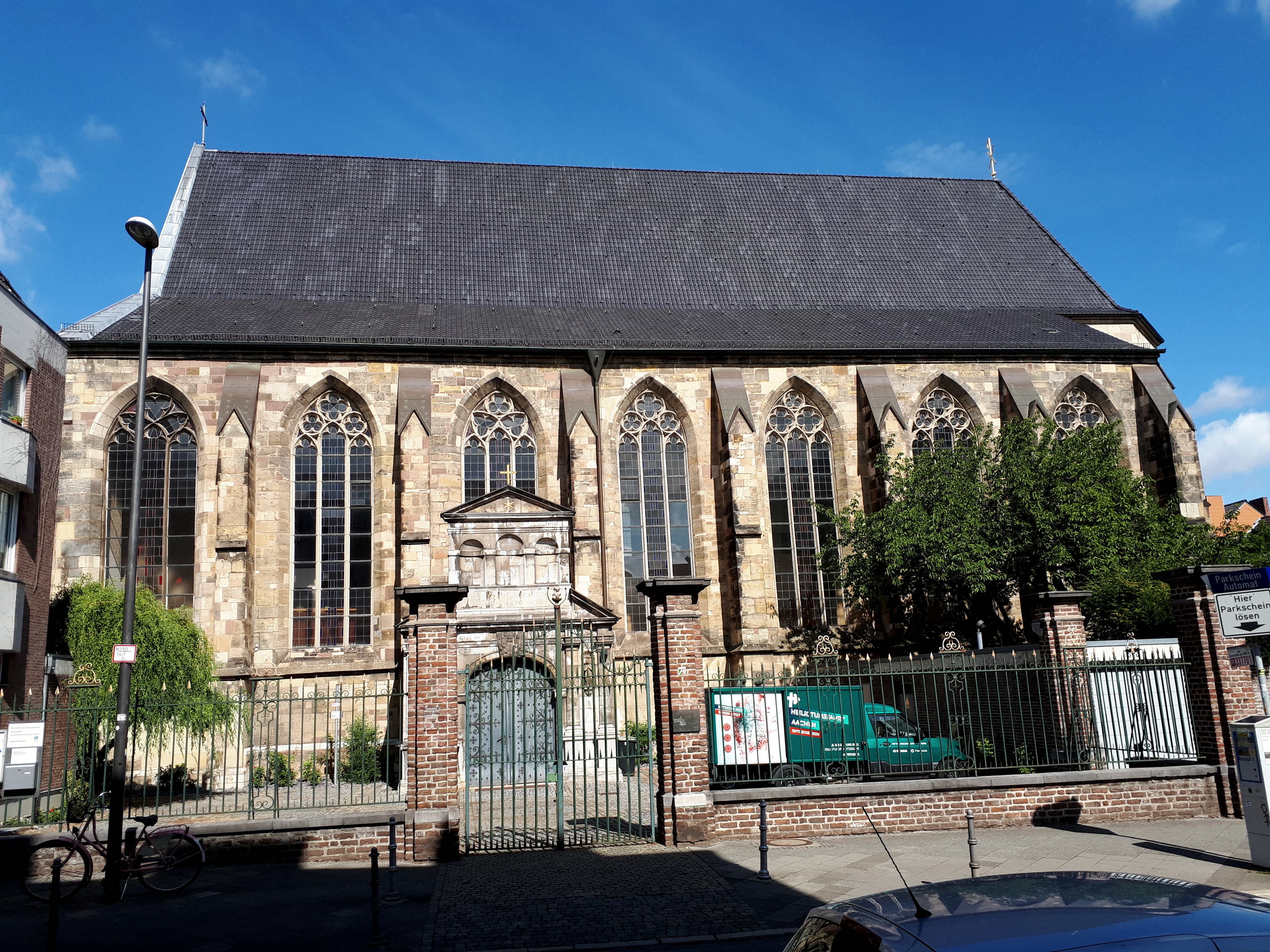
Ehemalige Klosterkirche St. Paul

Das Dominikanerkloster Aachen war die Niederlassung des Dominikanerordens in der Jakobstraße in Aachen, zu der auch die zu Beginn des 15. Jahrhunderts erbaute Klosterkirche St. Paul gehört. Das Kloster wurde 1293 erstmals urkundlich erwähnt und im Jahr 1802 in der Zeit der französischen Besatzung säkularisiert. Das Konventgebäude wurde anschließend als Bürgerhospital eingerichtet, bevor 1848 der Orden der Schwestern vom armen Kinde Jesus den Gebäudekomplex übernahm, wogegen die Klosterkirche ab 1804 als Pfarrkirche weitergenutzt wurde und nach ihrer Profanierung im Jahr 2009 das Diözesanarchiv des Bistums Aachen beherbergt. Beide Gebäude sind in den 1980er-Jahren von der unteren Denkmalbehörde unter Denkmalschutz gestellt worden.

## Geschichte
Mehrfach waren bedeutende Vertreter der Dominikaner wie beispielsweise Thomas von Cantimpré oder Albertus Magnus bereits im frühen 13. Jahrhundert nach Aachen gereist, wo sie eine so genannte Terminei, also ein Absteigequartier für Predigt- und Bettelreisende, besessen hatten. Ebenso weihte Albertus Magnus als Provinzial der deutschsprachigen Dominikaner-Ordensprovinz Teutonia im Jahr 1267 die Servatiuskapelle in der Krankenabteilung der Abtei Burtscheid ein. Ferner belegt eine Kaufurkunde vom 15. November 1293, dass die beauftragten Ordensmitglieder Konrad von Clermont und Gerhard von Hutta das Haus des wohlhabenden Aachener Bürgers Rutger von Rodenburg und seiner Ehefrau Ida in der Jakobstraße erwerben konnten, auf dessen Grundstück sie dann unverzüglich mit dem Bau eines Dominikanerklosters begannen. Zugleich wurde dort ein erstes Oratorium eingerichtet und dem Apostel Paulus von Tarsus geweiht.
In der Folgezeit wuchs der Einfluss der Dominikaner in Aachen und sie wurden mit Spenden, Stiftungen, Erbschaften und anderen Zuwendungen sowie mit der Überschreibung von Grundstücken und landwirtschaftlichen Flächen außerhalb der Stadtmauern von Bürgern und Politikern reichlich bedacht, darunter Ländereien in der Grafschaft Hoorn und das Ritterlehen Driescher Hof in Aachen-Forst. Dadurch waren sie zum Ende des 14. Jahrhunderts beispielsweise in der Lage, Erweiterungsflächen für ihr Klostergrundstück zu erwerben und den Bau einer neuen und vollwertigen Klosterkirche umzusetzen.
Diese Spendenübertragungen führten zu Spannungen zwischen der Stadt und den Dominikanern, 1346 brachte die Stadt eine Beschwerde gegen den Reichtum des Ordens vor, der für die Bürgerschaft schädlich sei. Unbeschadet davon nahm die Bedeutung des Klosters stetig weiter zu und der Orden erhielt darüber hinaus die Befugnis, Philosophie zu lehren, bis diese im Jahr 1686 der Jesuiten-Kommunität Aachen übertragen wurde. Die bekanntesten Philosophie-Studenten in jener Zeit waren Matthias von Sittard, der anschließend bis in die 1560er-Jahre in Aachen als Prediger tätig war, sowie Nikolaus Heyendal.
Beim großen Stadtbrand von Aachen im Jahr 1656 wurde ein Großteil des Klosters zerstört. Viele schriftliche Archivalien wurden durch den Brand vernichtet, lediglich wenige Urkunden und ein Kopialbuch von 1606, das die Spendenfreudigkeit an das Kloster belegt, konnten gerettet werden. Da die Gelder trotz der finanziellen Rücklagen und Sachgüter für den Aufbau jedoch nicht reichten, sah sich der Großteil der Ordensmitglieder veranlasst, gemäß ihren Statuten als Bettelorden auf Wanderschaft durch die Gebiete von Rheinland und Westfalen sowie Süddeutschland und Österreich bis hin zum Hof von Kaiser Ferdinand III. zu wandern, um Spenden zum Aufbau ihres Klosters zu sammeln. Diese Aktion war ebenso von Erfolg gekrönt wie die Zuwendungen lokaler Spenden und das Kloster konnte aufwändiger als zuvor wiederaufgebaut und seine Arbeit wieder aufgenommen werden.
Nach dem Einmarsch der Franzosen wurde das Kloster im Jahr 1802 säkularisiert und am 10. September 1804 der Stadt Aachen übertragen, die dort ein Bürgerhospital der Armenkommission einrichtete. Die Klosterkirche St. Paul wurde zugleich als Pfarrkirche anerkannt und zunächst der Hauptpfarre St. Foillan angegliedert, bevor sie selbst 1826 zur Hauptpfarre 2. Klasse wurde. Im Jahr 1848 übernahm der vier Jahre zuvor von Clara Fey gegründete Orden der Schwestern vom armen Kinde Jesus das ehemalige Konventgebäude und sie richteten dort ihr Generalat ein. Das Ritterlehen Driescher Hof übernahm die Familie des Tuchfabrikanten Johann Arnold Bischoff, der es 1858 als gemeinnützige Stiftung der Armenverwaltung der Stadt Aachen zur Verfügung stellte.